# アマゾニス平原
アマゾニス平原 (Amazonis Planitia) は、火星で最も滑らかな平原の1つである。タルシス地域とエリシウム平原の間、オリンポス山の西に位置する。中心の座標は、北緯24.8°東経196.0°である。平原の地形は著しく滑らかである。
名前の由来は、古くよりの模様の1つと観測され、初期の天文学者がギリシア神話に登場する女性だけの部族アマゾーンに因んで命名したことによる。

## 年齢と組成

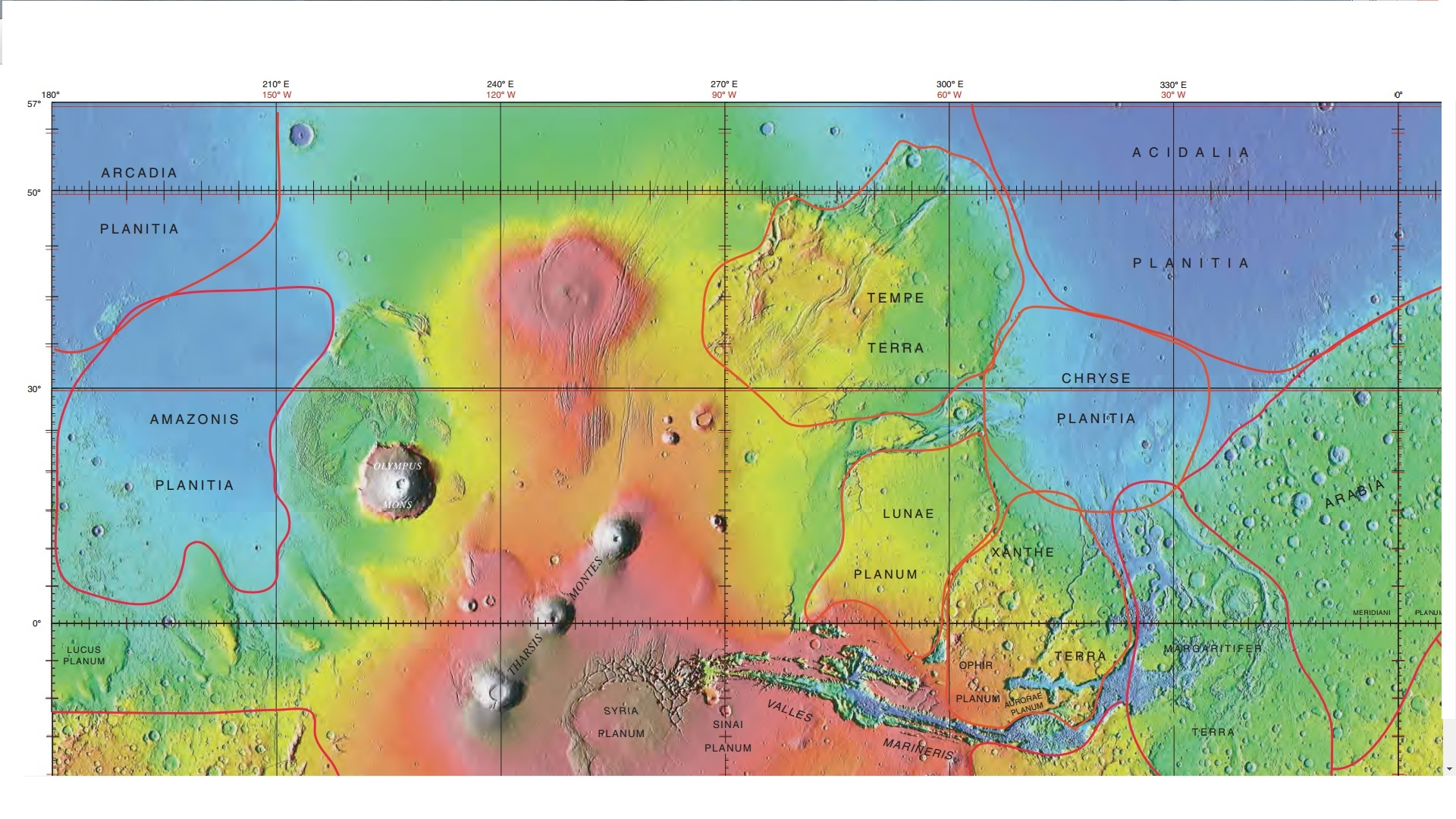
タルシス周辺地域の標高図。アマゾニス平原はオリンポス山の西の画像左端の領域である。

形成されてからわずか約1億年と考えられており、この平原は、火星の地表の観測を妨げる沈殿物の層が最も少ない場所の1つである。地球のアイスランドの組成と非常に近い。自由に流れる溶岩によって形成され、ウィリアム・ハートマンは「新しいもののように見えるたくさんの溶岩流が走る、明るく塵の多い火山砂漠」と記述した。
アマゾニス平原は、その地質組成と火星の他の領域に比べて比較的若いことから、盛んに研究が行われた。ハートマンは、この平原は「奇妙なクモの巣のような尾根と岩山のネットワークが滑らかな地面に割れた皿の破片ような模様を描いている」点で、アイスランドの地表と極めて似ていると書いている。どちらの陸塊の形も火山の噴火による溶岩流によって形成され、地表を硬化した溶岩の厚い層で覆っている。アマゾニス平原とアイスランドを航空写真で見ると、地表の模様がほぼ相同であり、この2つの地域は同じ程度の年代に形成されたと考えられている。
皮肉なことに、研究者が、アマゾニス平原は火星の平原全体を代表するものと勘違いしていたため、火星の現代の時代全体がアマゾニア紀と名付けられた。過去20年の間に、この地域のが若く非常に滑らかな表面を持つのは、周囲とは明確に異なることが明らかとなった。火星全体が水面下にあった時でさえも、この地域は際だった特徴を有していた。
アマゾニス平原の若さが意味するものについて完全に理解できている訳ではないが、沈殿物の層が欠けている等のこの地域の性質は、少なくとも、将来さらに多くの発見があることが示唆され、またNASAの火星探査の着陸地点の候補となる。

## 画像

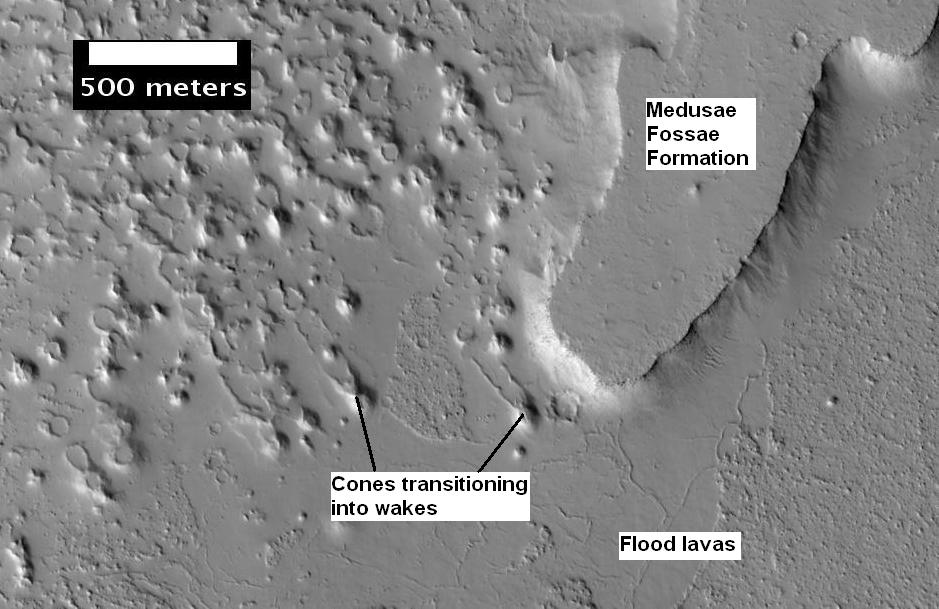
HiRISEで観測した平原
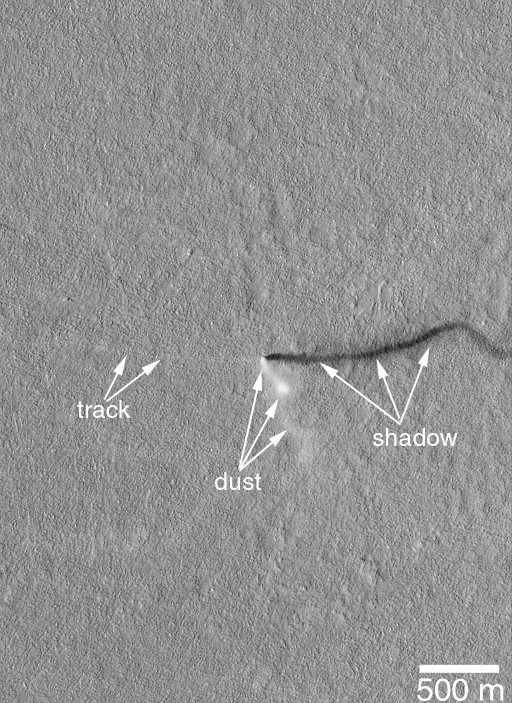
アマゾニス平原の塵旋風の跡（2001年4月10日）